# Lingua licia

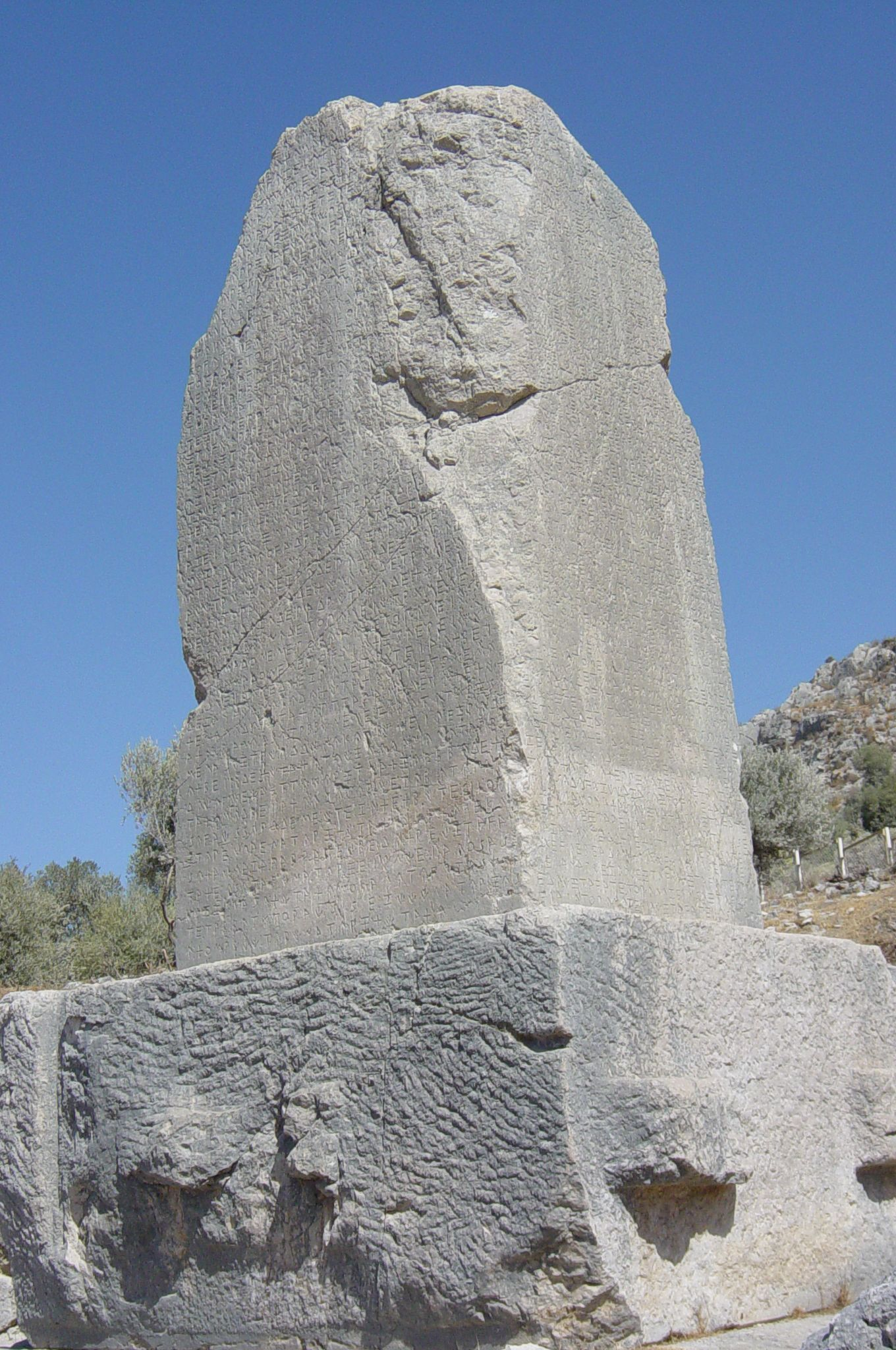
Iscrizioni in lingua licia su una stele a Xanthos

Il licio era una lingua indoeuropea, una delle lingue anatoliche parlate dai Lici nella regione della Licia in Anatolia, l'odierna Turchia. Alcuni specialisti credono che sia una lingua discendente dall'ittita o dal luvio o forse da entrambe. Si estinse all'incirca nel I secolo a.C. e venne rimpiazzata dal greco. La lingua è nota solo da poche iscrizioni estese, che sono state divise in Licio A e B a seconda della grammatica. Il licio possedeva un proprio alfabeto che era strettamente imparentato con l'alfabeto greco ma che aveva preso in prestito almeno un carattere dal cario.
Dalle iscrizioni, gli studiosi hanno identificato almeno due dialetti. Uno viene considerato il licio standard, l'altro è meno attestato ed è stato denominato milio.